# Строганов Платон Степанович
Плато́н Степа́нович Стро́ганов (нар. 13 (1) грудня 1880, село Степанці — пом. 29 грудня 1967, Київ) — український оперний співак (драматичний тенор).

## Життєпис

Могила Платона Строганова, Байкове кладовище

1912 року закінчив Музично-драматичну школу М. Лисенка.
Згодом закінчив Київську консерваторію (клас Є. Є. Єгорова).
1921—1922 — соліст Ростовської опери.
1922—1923 — соліст Опери Зиміна (Москва).
1923—1924, 1933—1951 — соліст Харківського театру опери та балету імені Миколи Лисенка.
1927—1928 — соліст Сибірської (Новосибірськ, Іркутськ, Томськ) опери.
1924—1925, 1928—1929 — соліст Азербайджанського театру опери і балету.
1926—1927 — соліст Київської опери.
1929—1933 — соліст Лівобережного пересувного театру опери та балету (Вінниця, Чернігів, Донбас).
Помер на 88-му році життя 29 грудня 1967 року. Похований на Байковому кладовищі (ділянка № 15, 50°25′5.93″ пн. ш. 30°30′29.67″ сх. д. / 50.4183139° пн. ш. 30.5082417° сх. д.).

## Партії
- Фінн («Руслан і Людмила» Глінки)[2]
- Герман, Вакула («Пікова дама», «Черевички» Чайковського)
- Самозванець («Борис Годунов» Мусоргського)
- Садко («Садко» Римського-Корсакова)
- Радамес, Манріко («Аїда», «Трубадур» Верді)
- Тангейзер («Тангейзер» Вагнера)
- Єлеазар («Жидівка» Галеві)
- Самсон («Самсон і Даліла» Сен-Санса)
- Хозе («Кармен» Бізе)